# Вторичные метаболиты
Вторичные метаболиты — органические вещества, синтезируемые организмом, но не участвующие в росте, развитии или репродукции.

## Особенности
- Относительная низкая молекулярная масса (исключением являются, например, высокомолекулярные полиизопреноиды: каучук, гуттаперча, чикл);
- Не обязательно присутствуют в каждом организме (некоторые вторичные метаболиты широко распространены, так например многие фенилпропаноиды встречаются практически во всех растениях);
- Как правило, являются биологически активными веществами;
- Синтезируются из первичных метаболитов.

Указанные признаки не являются обязательными, однако в совокупности достаточно чётко очерчивают круг вторичных метаболитов.

## Вторичные метаболиты растений
У растений вторичные метаболиты участвуют во взаимодействии растения с окружающей средой, защитных реакциях (например, яды). К ним относятся следующие классы:
- алкалоиды

- изопреноиды
- фенольные соединения

Кофеин — вторичный метаболит растений, алкалоид. Выполняет защитную функцию

- минорные соединения (разные авторы насчитывают 10—12 групп, в частности: небелковые аминокислоты, биогенные амины, цианогенные гликозиды, гликозиды горчичных масел (изотиоцианаты), беталаины, цианолипиды, ацетогенины, ацетиленовые производные, аллицины, ацетофеноны, тиофены, необычные жирные кисолоты, и пр.)

## Лишайниковые вещества (вторичные лишайниковые вещества)
Гетерогенная группа специфических для лишайников ацетонорастворимых вторичных метаболитов, синтезируемых микобионтом на основе продуктов фотосинтеза фотобионта. Ранее носили название «лишайниковые кислоты».

## Вторичные метаболиты бактерий
Для своей жизнедеятельности бактерии также могут производить широкий спектр вторичных метаболитов. Среди них витамины, антибиотики, алкалоиды и прочие. Методами биотехнологии человек получает данные вещества для своих нужд.